# 阿特拉斯棕熊
阿特拉斯棕熊（学名：Ursus arctos crowtheri）是棕熊一個已滅絕的亞種，也是非洲唯一的熊科物種。

## 棲息地與描述
阿特拉斯棕熊是唯一生存至全新世的非洲熊科物種，曾棲息於在摩洛哥至利比亚的阿特拉斯山脉地區，但現已滅絕。體色呈棕黑色，吻部不具有白斑，腹部的毛則呈桔紅色，毛長約4—5英寸（102—127）。吻部與爪的長度均較美洲黑熊短，軀幹也較為粗壯。阿特拉斯棕熊的體長可達9英尺（2.7），體重可達1,000英磅（450）。牠們主要以植物的根、橡實及堅果為食，主要為植食性。但由於現存大多的熊均為雜食性，因此推測阿特拉斯棕熊也會食肉，可能會以小型哺乳動物或腐肉為食。

## 基因
針對距今10,000年至800年前阿特拉斯棕熊骨頭中粒線體DNA的分析顯示牠們可以被分類為兩個獨立的演化支。名為"Clade V"的演化支與棲息於伊比利半島棕熊之間幾乎相同，而名為"Clade VI"的演化支則能與棕熊能明顯區別，相較之下更接近於北極熊或阿拉斯加棕熊。阿特拉斯棕熊與中東的棕熊之間親緣關係並不接近，儘管地理分布位置相近，這代表棕熊在很早以前就已經於非洲繁殖生衍。另外被羅馬人帶到北非野放的棕熊也可能與阿特拉斯棕熊產生雜交。

## 生態學
阿特拉斯棕熊的習性可能與現存其他棕熊類似。共域的掠食者包括巴巴里豹與巴巴里獅'。

## 滅絕
阿特拉斯棕熊數量的減少可能與羅馬帝國有關，當帝國的勢力範圍逐漸拓展至北非時，羅馬人大量捕捉阿特拉斯棕熊及其他大型動物，用於他們的休閒與競技活動上。捕捉持續了數世紀，許多熊被捉到競技場中，被迫與角鬥士、獅、虎對打。牠們多半被慘忍對待，透過禁食與營養不良來提高牠們的攻擊性。其他棕熊則被用於狩獵、甚至是用於在獸刑中處決犯人。阿特拉斯棕熊在現代火器發明不久後即滅絕，過度狩獵導致牠們的數量大幅下降，其他個體則被捕捉至動物園作為收藏品，而這些個體多半沒有機會繁殖下一代。 阿特拉斯棕熊最終於19世紀晚期絕種，最後一頭個體在1870年於北摩洛哥的得土安遭到獵人射殺。總而言之，人類的活動是導致阿特拉斯棕熊滅絕的主因。然而，於1950年代，阿爾及利亞卡比利亞的當地居民仍聲稱有目擊到阿特拉斯棕熊。

## 外部連結
- 網絡生命大百科